# Monts de Toulx-Sainte-Croix
Die Monts de Toulx-Sainte-Croix stellen innerhalb der Monts de la Marche ein kleines Teilmassiv mit Mittelgebirgscharakter dar. Sie befinden sich in der Nordwestecke des französischen Zentralmassivs.

## Etymologie
Die Monts de Toulx-Sainte-Croix sind nach der Gemeinde Toulx-Sainte-Croix benannt worden.

## Geographie
Die Monts de Toulx-Sainte-Croix liegen im Norden des Département Creuse südlich von Boussac. In Ost-West-Richtung erstrecken sie sich über 22 Kilometer, sind aber quer zum Streichen nur etwa 4 Kilometer breit. Ihre höchste Höhe von 656 Meter erreichen sie im Butte de Toulx an ihrem Ostrand. Nach Westen verliert das Massiv sukzessive an Höhe, bis es schließlich an den Gorges d’Anzême an der Creuse endet.
Neben dem Butte de Toulx sind noch folgende Erhebungen anzuführen:
- Bois de Toulx – 627 Meter
- Les Buiges de la Boissatte – 611 Meter
- Puy Chabot – 601 Meter
- Mont Barlot – 591 Meter

Vorrangigen Anteil an den Monts de Toulx-Sainte-Croix hat neben dem bereits erwähnten Toulx-Sainte-Croix die Gemeinde Saint-Silvain-sous-Toulx,  untergeordnet auch Saint-Silvain-Bas-le-Roc, Domeyrot und Clugnat.
Oft werden die Monts de Toulx-Sainte-Croix nicht als eigenständiges Massiv angesehen, sondern in der Kette der Monts de la Marche im restriktiven Sinne mit eingeschlossen. Die Monts de la Marche im restriktiven Sinne verlaufen von Montluçon im Osten bis nahezu La Souterraine im Westen.

## Hydrographie
Die Monts de Toulx-Sainte-Croix werden im Osten und Norden von der Petite Creuse entwässert, welche nach Nordwesten zur Creuse hin abfließt. Linke Nebenflüsse der Petite Creuse sind im Westen des Massivs der Verraux und im Zentrum der Ruisseau de Champeix. Den Süden und Südosten des Massivs drainiert das Einzugsgebiet der Voueize – ein linker Nebenfluss der Tardes –, welche sodann in den Cher mündet.

## Geologie
Die Monts de Toulx-Sainte-Croix gehören geologisch zum Grundgebirge des nordwestlichen Massif Central. Sie werden vorwiegend vom Toulx-Sainte-Croix-Granit aufgebaut, welcher im Oberkarbon in den migmatitischen Aubusson-Anatexit aufdrang. Im Süden wird das Massiv von der Ostsüdost-streichenden Marche-Combrailles-Scherzone gegenüber dem Guéret-Granit abgeschnitten. Im Norden wird der Toulx-Sainte-Croix-Granit seinerseits vom Saint-Silvain-Granit intrudiert. Der Saint-Silvain-Granit hat selbst die nördlich das Massiv begrenzende, Ost-streichende Marche-Scherzone noch durchdrungen. Beachtenswert ist die ausgiebige Albitisierung, die mit der Einebnung des Variszischen Orogens ab dem Perm einherging. Die Albitisierung war vor allem in der Trias wirksam und veränderte das Anstehende beträchtlich.

### Geomorphologie

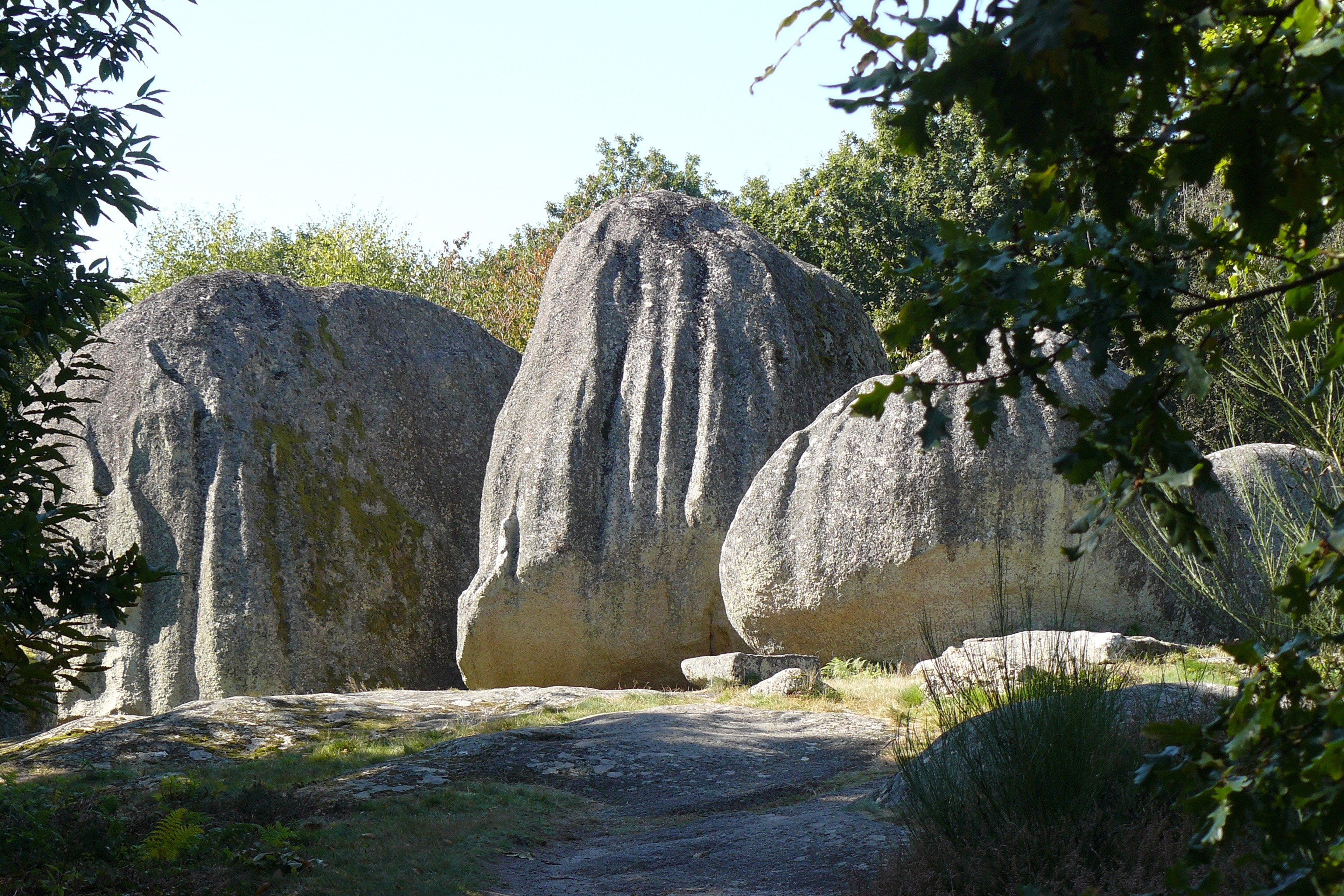
Pierres Jaumâtres, beachtenswert die Bildung von Rinnenkarren.

Nur 3 Kilometer nördlich von Toulx-Sainte-Croix befinden sich die Pierres Jaumâtres, ein typisches quartäres Felsenmeer. Eine Besonderheit stellen Granitblöcke mit Rinnenkarren dar – ein Veritterungsphänomen, das gewöhnlich nur in Karstgesteinen zu beobachten ist.